# Тиро а Сењо (Терни)
Тиро а Сењо је насеље у Италији у округу Терни, региону Умбрија.
Према процени из 2011. у насељу је живело 25 становника. Насеље се налази на надморској висини од 219 м.